# Cetología
La cetología (del griego: κητος, cetus = ballena; and λόγος, logos = conocimiento) es la rama de la zoología que estudia los animales del clado Cetacea. 
Aquellos que practican la cetología, buscan entender y explicar la evolución, distribución, morfología, comportamiento, dinámicas poblacionales y otros temas sobre los cetáceos.

## El estudio
El estudio de los cetáceos presenta numerosos desafíos. Estos animales sólo están el 10% de su tiempo en la superficie del agua (solo para respirar), por lo tanto, mucho de su comportamiento nunca es visto en la superficie. Muchas veces la cetología se centra en la espera y observación.

## Equipamiento
Los hidrófonos son usados para escuchar las vocalizaciones entre los animales. Los binoculares y otros dispositivos ópticos se utilizan para escudriñar el horizonte. Cámaras, notas, y algunos otros dispositivos suelen utilizarse para las observaciones a mar abierto.
Un método alternativo de estudio en cetáceos es a través de examen de los cadáveres que lleva la marea hasta en la orilla. Una vez recogidos y almacenados, proporcionan importante información que es difícil de obtener en estudios de campo (alimentación, patologías, etc).

## Identificación individual
En las últimas décadas, los métodos de identificación de los distintos cetáceos han permitido precisar poblaciones, contar con una visión de los ciclos de vida y las estructuras sociales de diversas especies. 
Parte de este éxito se debe al sistema de “foto-identificación”, popularizado por Michael Bigg, un pionero en la moderna investigación de cetáceos. Durante la década de 1970, después de examinar fotografías, Michael Bigg y su equipo se dieron cuenta de que podrían reconocer un determinado número de orcas (Orcinus orca)sobre la base de la forma y el estado de la aleta dorsal. El sistema de foto-identificación también ha funcionado bien en los estudios de ballenas jorobadas (Megaptera novaeangliae). Los investigadores también utilizan el color y cicatrices de las aletas pectorales y caudales.